# Seti II
Seti II, też Seti-Merenptah – faraon, władca starożytnego Egiptu z XIX dynastii, z okresu Nowego Państwa. Panował prawdopodobnie w latach 1202–1195 p.n.e. lub 1200–1194 p.n.e.
Był prawdopodobnie synem Merenptaha i królowej Isetnofret II, prawowitym następcą tronu, odsuniętym od władzy przez Amenmesa, gdy przebywał poza Tebami, w czasie gdy zmarł jego ojciec. Początkowo władał Dolnym Egiptem, podczas gdy Amenmes władał Tebaidą. Być może w pewnym okresie jego władza nawet w Dolnym Egipcie była mocno ograniczona.
Okres, w którym przyszło mu rządzić, znany jest jako epoka krótkich rządów, intryg dynastycznych i uzurpacji. 
Pojął za żony trzy kobiety. Pierwsza z nich to Tachat II, która nie dała mu potomka. Druga to Tauseret, z którą miał syna Seti-Merenptaha, który zmarł w dzieciństwie. Trzecia to Syryjka Sutiraja, która prawdopodobnie dała mu syna imieniem Ramzes-Siptah, późniejszego faraona Siptaha. W swych rządach wspierał się na kanclerzu imieniem Bay, który za jego rządów doszedł do bardzo wysokiej pozycji i stał się, zapewne obok królowej Tauseret, drugim dostojnikiem w państwie, dla którego rozkazał wykuć grobowiec (KV13) w Dolinie Królów. 
Nie ma żadnych świadectw jego polityki zagranicznej, a działalność budowlana ograniczyła się do niewiele znaczących przedsięwzięć w Hermupolis i obrębie świątyni Ramzesa II w Karnaku oraz niewielkich dobudówek w świątyni Mut.
Seti II został pochowany w Dolinie Królów w grobowcu KV15. W czasie rządów Tauseret, w ostatnim roku, mumia króla została przeniesiona do jej grobowca (KV14), a później w czasach Setnachta powróciła na swoje miejsce, aby w końcu przetrwać do naszych czasów w sekretnej części grobu Amenhotepa II - KV35.

## Tytulatura
| G5 |

| G5 |

| E1 · D40 | wr · r | F9 | F9 |

| E1 · D40 | wr · r | F9 | F9 |

| E1 · D40 | wr · r | F9 | F9 |

| E1 · D40 | wr · r | F9 | F9 |

| G5 |

| G5 |

| E1 · D40 | wr · r | F9 | F9 |

| E1 · D40 | wr · r | F9 | F9 |

| E1 · D40 | wr · r | F9 | F9 |

| E1 · D40 | wr · r | F9 | F9 |

| M23 · X1 | L2 · X1 |

| M23 · X1 | L2 · X1 |

| N5 | F12 | L1 · Z2 | N5 · U21 · N35 |

| N5 | F12 | L1 · Z2 | N5 · U21 · N35 |

| N5 | F12 | L1 · Z2 | N5 · U21 · N35 |

| N5 | F12 | L1 · Z2 | N5 · U21 · N35 |

| M23 · X1 | L2 · X1 |

| M23 · X1 | L2 · X1 |

| N5 | F12 | L1 · Z2 | N5 · U21 · N35 |

| N5 | F12 | L1 · Z2 | N5 · U21 · N35 |

| N5 | F12 | L1 · Z2 | N5 · U21 · N35 |

| N5 | F12 | L1 · Z2 | N5 · U21 · N35 |

| G39 | N5 |

| G39 | N5 |

| p · t | H | mr | stX · i · i · n |

| p · t | H | mr | stX · i · i · n |

| p · t | H | mr | stX · i · i · n |

| p · t | H | mr | stX · i · i · n |

| G39 | N5 |

| G39 | N5 |

| p · t | H | mr | stX · i · i · n |

| p · t | H | mr | stX · i · i · n |

| p · t | H | mr | stX · i · i · n |

| p · t | H | mr | stX · i · i · n |